# Асселен, Мартиаль
Мартиаль Асселен (фр. Martial Asselin; 3 февраля 1924, Ла-Мальбе, Квебек — 25 января 2013, Квебек-сити) — канадский государственный деятель. Член Палаты общин в 1958—1962 и 1965—1972 годах, сенатор с 1972 по 1990 год, лейтенант-губернатор Квебека в 1990—1996 годах. Также занимал посты мэра своего родного города Ла-Мальбе, министра лесного хозяйства Канады и государственного министра международного сотрудничества.

## Биография
Мартиаль Асселен родился в семье Фердинанда Асселена и Эжени Трембле в городке Ла-Мальбе в канадской провинции Квебек в 1924 году. Окончил юридический факультет университета Лаваля, с 1951 года член ассоциации юристов Квебека, занимался адвокатской деятельностью в своём родном городе и в Шарлевуа. В 1957 году избран мэром Ла-Мальбе, а уже в следующем году попал в Палату общин от Прогрессивно-консервативной партии. Продолжал исполнять обязанности мэра Ла-Мальбе до 1963 года, когда на короткое время (немногим более месяца) был назначен в правительство Дж. Дифенбейкера как министр лесного хозяйства. Вскоре после этого Асселен проиграл очередные парламентские выборы, но через два с половиной года снова вернулся в Палату общин, где пробыл две каденции. В июне 1979 года он вновь на короткое время попал в кабинет министров, когда премьер-министру Джо Кларку понадобилось расширить представительство в правительстве уроженцев Квебека. Асселен получил пост государственного министра международного сотрудничества и франкофонии, который занимал до марта 1980 года. Он также побывал парламентским представителем Канады в НАТО.
В 1972 году Асселен был назначен сенатором. В Сенате он оставался до 1990 года, в том числе в 1984-88 годах выполняя функции вице-спикера. В 1988 году был избран президентом Международной ассамблеи франкоязычных парламентариев. В 1990 году расстался с креслом сенатора, получив назначение на пост лейтенант-губернатора Квебека. В этой должности Асселен пробыл шесть лет, уйдя с государственной службы в 1996 году и возобновив адвокатскую практику.
Помимо государственных должностей Асселен также занимал административные посты в частных организациях, в том числе пост генерального директора Banque Laurentienne и (с 1976 по 1986 год) директора страховой компании La Laurentienne-Vie. С 1985 по 1987 год он был президентом Африканской торговой и промышленной палаты Канады. Асселен активно участвовал в благотворительных проектах, в частности поддерживая музыкальные фестивали в Квебеке. Он скончался в Квебек-сити в январе 2013 года, несколько дней не дожив до своего 89-го дня рождения.

## Награды и звания
В 1992 году Асселен, в это время занимавший пост лейтенант-губернатора Квебека, был удостоен пожизненного титула «достопочтенный» (англ. Right Honourable). В 1997 году он произведён в офицеры ордена Канады. Он также являлся кавалером Большого креста ордена Плеяд — награды, присваиваемой международной организацией «Франкофония» — с 1988 года; рыцарем британского ордена Святого Иоанна Иерусалимского с 1990 года; почётным командором рыцарей ордена Святого Губерта с 1993 года; и офицером ордена Почётного легиона с 1996 года.